# Wadico Waldir Bucchi
Wadico Waldir Bucchi (São Paulo, 4 de agosto de 1951), é um administrador brasileiro e foi presidente do Banco Central do Brasil de 1989 a 1990.
É casado com Maria Amélia Correa Bucchi, com quem tem três filhos.
Administrador de empresas e contador pela Universidade Mackenzie, mestre em finanças (minor in Monetary Policy) pela Universidade da Califórnia e doutor em finanças pela Universidade de São Paulo. 
Foi presidente (1989/1990) e diretor da Área Bancaria do Banco Central do Brasil (1987/1990), secretário geral do Conselho Monetário Nacional e governador adjunto do Fundo Monetário Internacional, do Banco Mundial e do Banco InterAmericano de Desenvolvimento, além de executivo e membro do conselho de administração de empresas brasileiras acumulando mais de quarenta anos de atuação profissional. 
Em 1989 foi o primeiro presidente do Banco Central a ser sabatinado e aprovado pelo Senado Federal conforme determina a Constituição Federal de 1988. Como diretor da área bancaria, foi o coordenador geral do projeto de criação de bancos múltiplos no Brasil, e dos estudos iniciais para a criação de um Fundo Garantidor de Créditos.  
Chefiou e/ou integrou diversas missões oficiais do governo brasileiro nos Estados Unidos, Canadá, Espanha, Inglaterra, Israel, Japão, México, Bolívia, Uruguai, Venezuela, etc., e junto a organismos internacionais como o Banco Mundial, o Fundo Monetário Internacional, o Banco InterAmericano de Desenvolvimento e o Eximbank do Japão. 
É professor concursado das disciplinas Custo e Estrutura de Capital, e Gestão de Investimentos do curso de graduação, e da disciplina Tópicos Avançados de Finanças dos cursos de mestrado e doutorado em finanças da Faculdade de Economia, Administração e Contabilidade da Universidade de São Paulo (desde 1984). 